# Dürres Maar

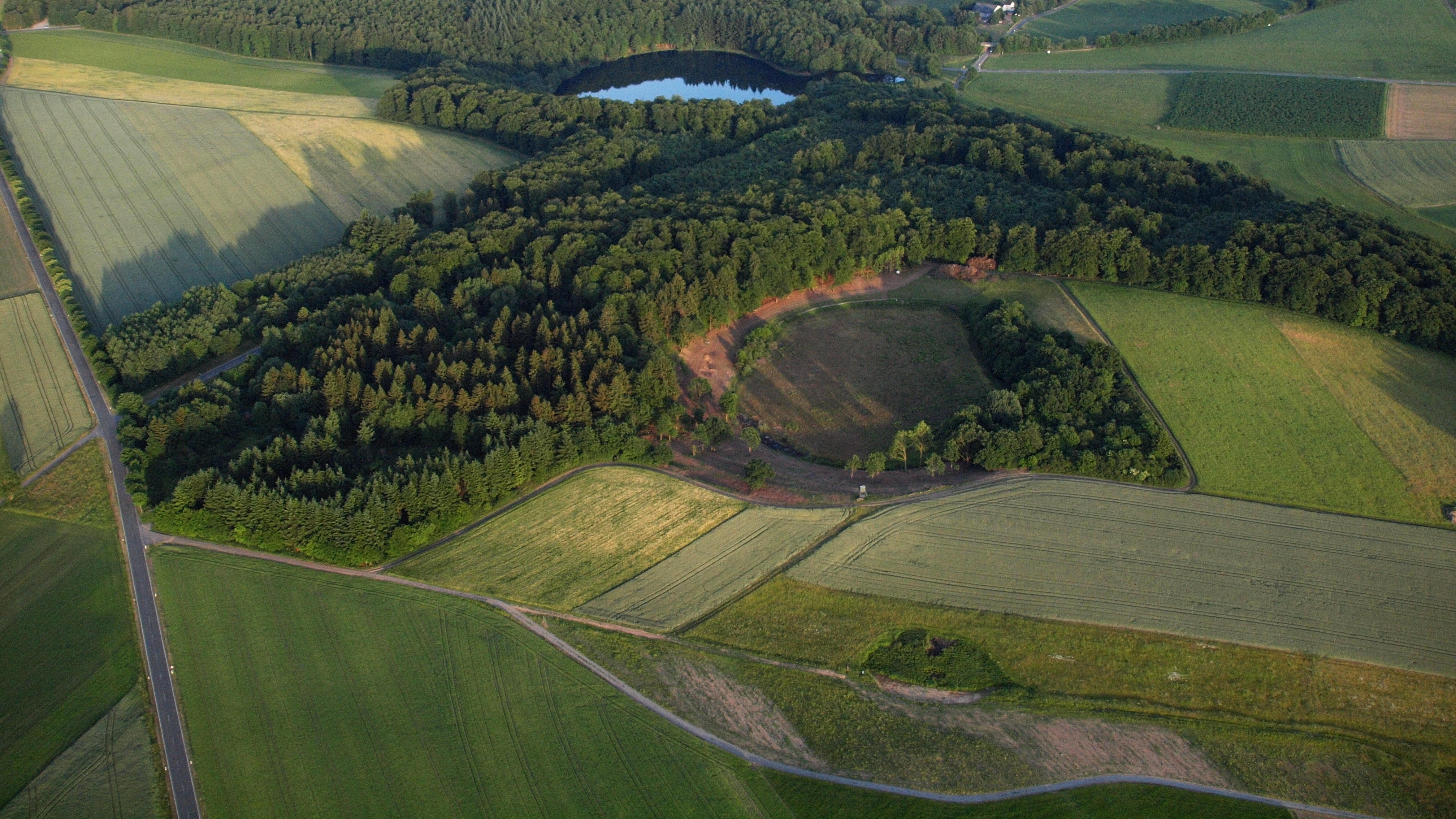
Maare, Hitsche Maar (Vorne) Dürres Maar (Mitte), Holzmaar (Hinten), Luftaufnahme (2015)

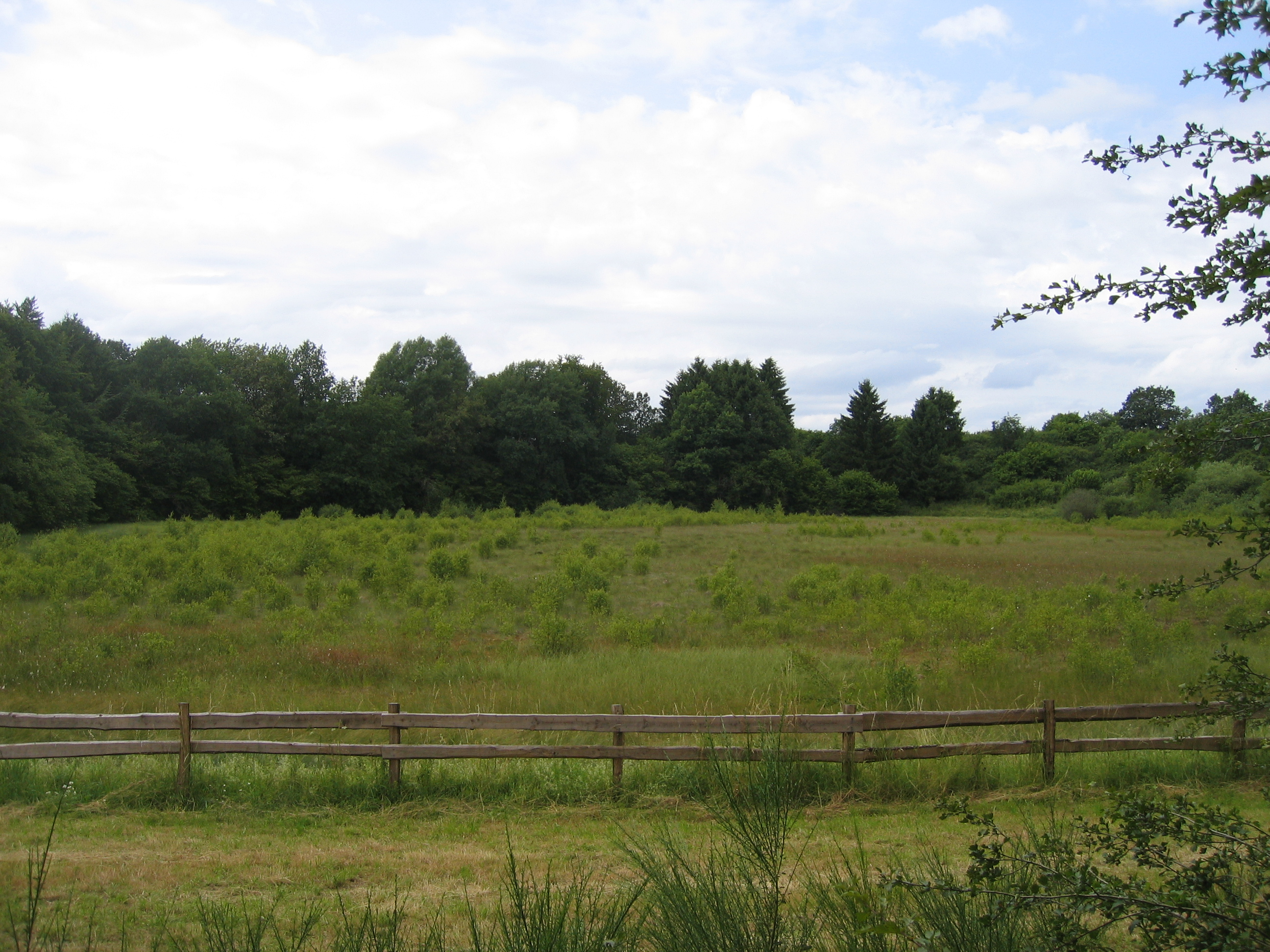
Dürres Maar

Das Dürre Maar befindet sich in der Nähe des Ortes Gillenfeld in der Westeifel etwa 400 m nordwestlich des Holzmaars. Das Dürre Maar ist ein Trockenmaar, der ursprünglich vorhandene Maarsee ist verlandet. Es ist von einem nur schwach erodierten Wall aus Lapilli-Tuff umgeben, der einen Durchmesser von etwa 290 m aufweist. Das Dürre Maar entstand vor mehr als 25.000 Jahren.

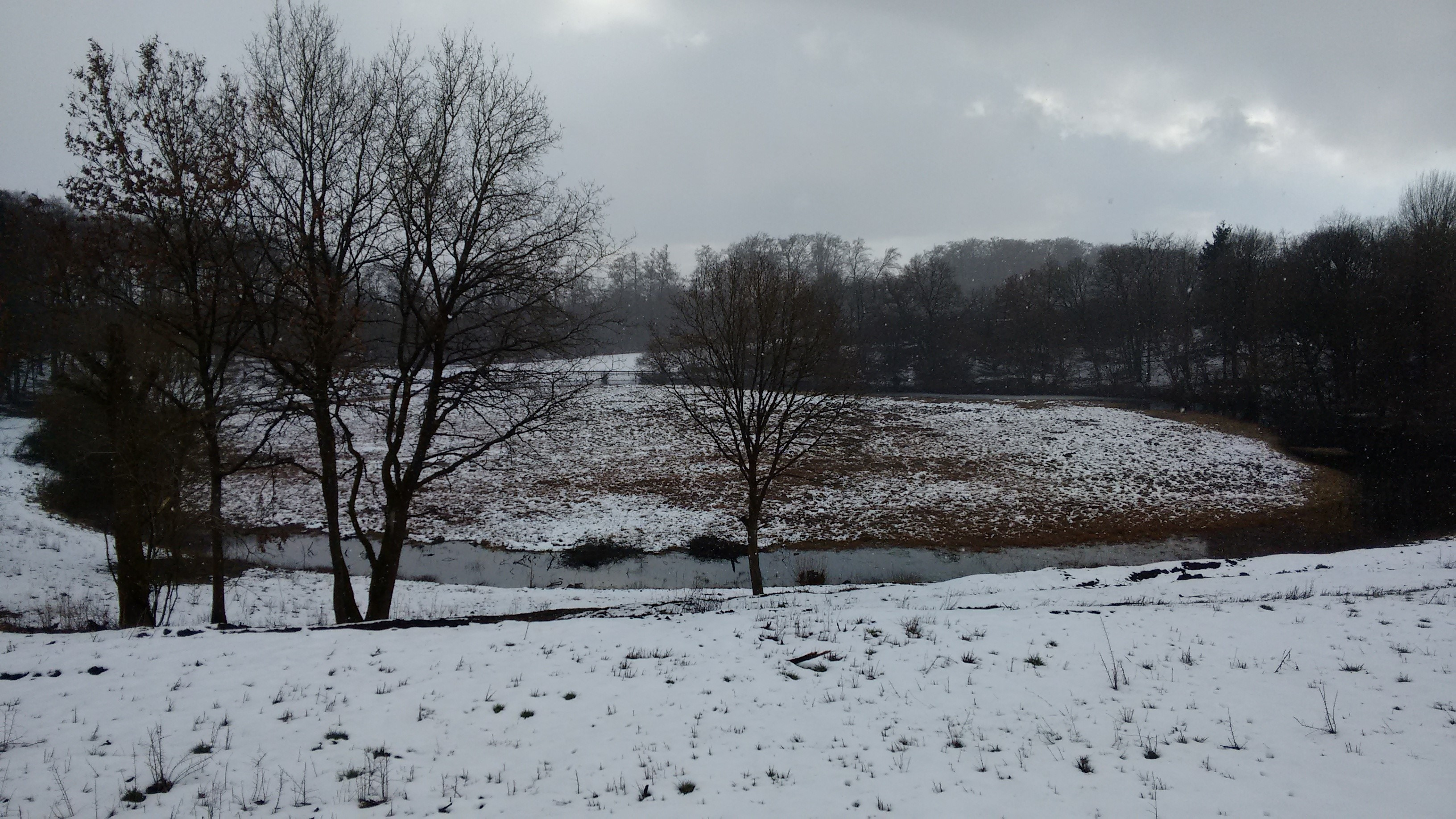
Das Dürre Maar in Winter. Gut ist der sich über den Grundwasserspiegel erhebende Moorkörper zu sehen.

Im Maarkessel befindet sich ein Übergangsmoor, das aus Sphagnum- und Braunmoostorfen aufgebaut ist. Der Torfkörper ist etwa 3000 bis 4000 Jahre alt und besitzt eine Mächtigkeit von etwa 12 m. Unterhalb des Torfs befinden sich stark zersetzte Seeablagerungen, die aus dem ausgehenden Spätglazial stammen. 
Das Moor wird nicht nur durch Niederschläge gespeist, sondern auch durch Quellen, die sich an seinem nordöstlichen Ende befinden.
Das Dürre Maar steht unter Naturschutz.